# Adams Crossroads (Delaware)
Pour les articles homonymes, voir Adams.
Adams Crossroads est une communauté non incorporée du comté de Sussex, dans l'État du Delaware aux États-Unis. Elle se trouve au croisement de la Delaware Route 404 (en) et de Adamsville Road au nord-ouest de Bridgeville.